# Deutsche Linux-Distribution

Frontcover der DLD-Version 1.1.1 (1993)

Die Deutsche Linux-Distribution (DLD) war die erste deutsche Linux-Distribution.
Sie erschien erstmals im Jahr 1992 und wurde ab 1994 vom Unternehmen Delix Computer GmbH, die von Dirk Haaga, Nils Mache und Jens Ziemann gegründet worden war, aus Stuttgart produziert und vertrieben. Anfangs war sie kompatibel mit Slackware, diese Kompatibilität wurde aber aufgegeben, als man das Init-System vom BSD- auf den System-V-Stil änderte und RPM als Standard-Paketformat einführte. DLD zeichnete sich durch die Übersetzung nahezu aller Dokumentationen und Programme in die deutsche Sprache aus.
Anfang 1999 wurde die DLD-Version 6.0 Professional von IBM als Netfinity Server Proven zertifiziert.
Die letzte Version der DLD war 6.1 im Jahr 1999. Nachdem Red Hat das Unternehmen Delix im selben Jahr übernommen hatte, wurde DLD eingestellt. Dirk Haaga leitete danach die Red Hat Deutschland GmbH bis zu seinem Unfalltod im Jahr 2006 als Geschäftsführer weiter.